# Un paso más
Un paso más es un disco recopilatorio del grupo de metal progresivo asturiano Avalanch sacado el 2005, abarca las mejores canciones a lo largo de su carrera. También incluye dos temas inéditos: "Agora non", una nana tradicional asturiana; y "El príncipe feliz", continuación de la instrumental "Volviendo a casa", aparecida en la edición especial de su anterior disco El hijo pródigo.

## Canciones
1. Agora non
2. Alas de cristal
3. Niño
4. Antojo de un dios
5. Delirios de grandeza (acústico)
6. Mar de lágrimas
7. Xana
8. Juego cruel
9. Lucero
10. Cambaral (acústico)
11. No more damage
12. Where the streets have no name
13. El príncipe feliz

Bonus:
1. Alborada (videoclip en directo)
2. Alas de Cristal (videoclip)